# 宾夕法尼亚荒野

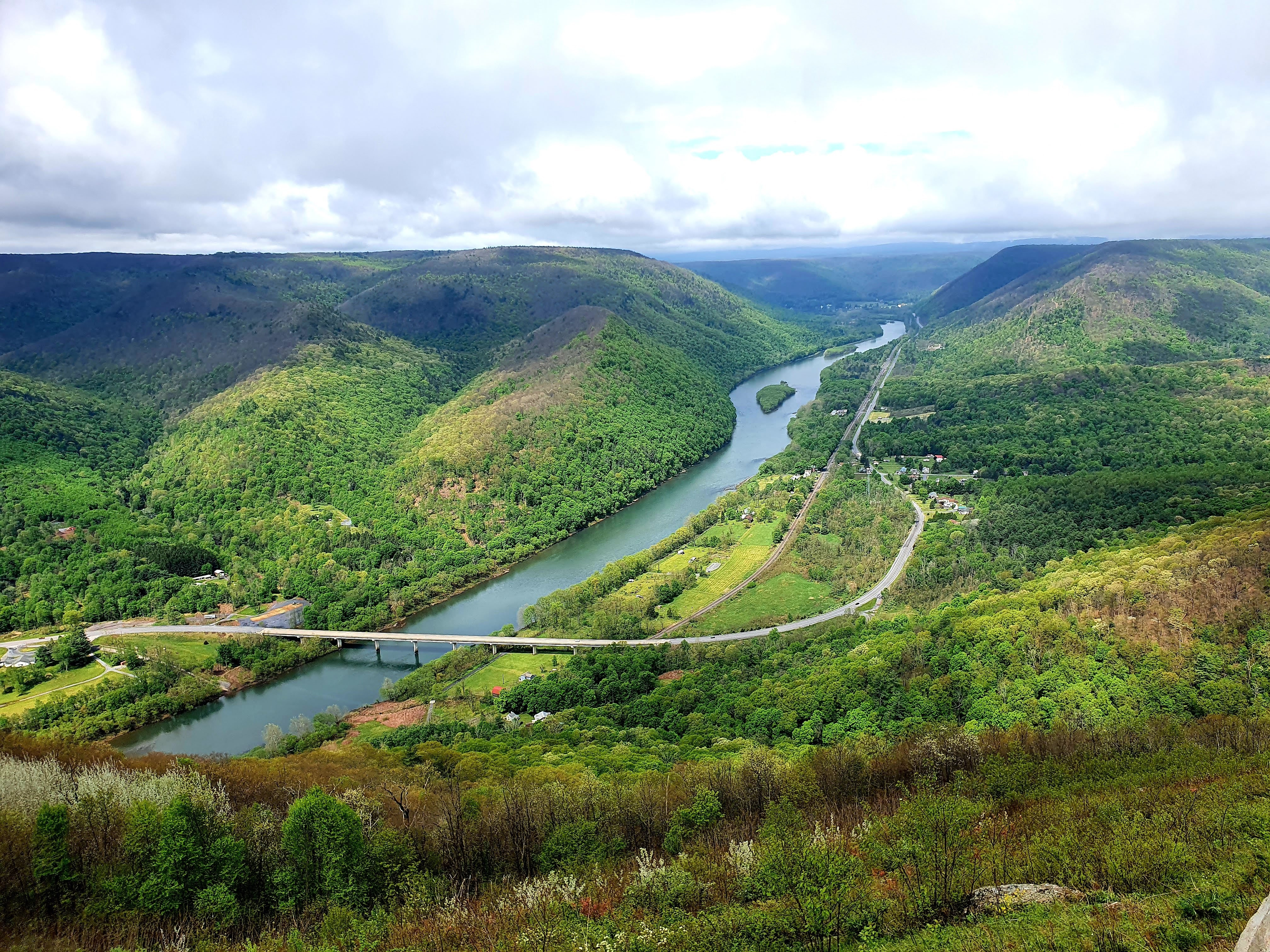
从海纳景观州立公园 (Hyner View State Park) 向巴克泰尔州立公园自然区域 (Bucktail State Park Natural Area) 萨斯奎哈纳河西支流的景色。这座跨河大桥是宾夕法尼亚州 120 号公路的一部分

宾夕法尼亚荒野地带，或称宾夕法尼亚荒野保护景观，是宾夕法尼亚州中北部的一个以乡村和森林为主的地区，大部分位于阿勒格尼高原内。它覆盖了宾州约四分之一的地区，但仅居住着该州 4%的人口。它是宾夕法尼亚州指定的11个旅游区之一。  
宾夕法尼亚荒野包括以下12个县：沃伦县、麦基恩县、波特县、泰奥加县、莱康明县、克林顿县、埃尔克县、卡梅伦县、福里斯特县、克利尔菲尔德县、克拉里昂县、杰斐逊县以及中心县的西北部。 
该地区包括多个州立公园和其他旅游目的地，包括Hyner View州立公园、 Cherry Springs州立公园、 Kinzua Bridge州立公园、 Leonard Harrison州立公园、 Colton Point州立公园、 Susquehannock州立森林公园、宾夕法尼亚大峡谷和Pine Creek Rail Trail 。 宾夕法尼亚荒野中的两条河流——阿勒格尼河和克拉里昂河——被指定为美国国家野生和风景河流系统的一部分。萨斯奎哈纳河西支流流经该地区。

## 历史
在欧洲人到来之前，本地的印第安人已在此地生活了数千年。印第安部落之间存在着贸易联系，这些贸易路线将各个印第安村落联系在一起，当时印第安人的一条主要道路是Great Shamokin Path ，它始于萨斯奎哈纳上的印第安村庄沙莫金（现为桑伯里）附近，继续向西经过Lock Haven，到达Chinklacamoose（现为克利尔菲尔德）。
该地区多山的地形和漫长的冬季限制了印第安人的农业生产能力，因此该地原住民人口稀少。17-18世纪，该地区很少有欧洲殖民者的活动，但英法两国的殖民地边界就位于该地区，因此两国支持本地不同部落的印第安人互相攻击对方的殖民据点和对方的印第安盟友。1763年，英国通过七年战争从法国手中夺取新法兰西后，这个地区就成为了英国的殖民地。英国政府与印第安人达成协议后划设了垦殖界线，禁止东岸十三个殖民地的殖民者前往该线以西的地区定居，宾夕法尼亚荒野地带就位于这条线西北侧。美国独立战争后，开始有殖民者大规模前来定居，但地形限制和远离主要交通线（伊利运河和萨斯奎汉纳河）导致该地经济成长缓慢，除了木材产业外其他产业难以发展。
该地区丰富的硬木森林资源导致木材采伐成为19世纪下半叶该地区的主要经济驱动力，当时莱康明县的县城威廉斯波特被称为“世界木材之都” 。 到20世纪初，大规模采伐导致森林过度砍伐并导致了自然灾害。到了二战后，各类严格的环保法规的出台和原材料和加工工业转移到外国，导致该地区木材工业随之衰退。到了21世纪，宾夕法尼亚荒野的森林大部分已经恢复，但当地人口在持续减少。威廉斯波特人口为28,437人，仍然是该地区人口最多的定居点。 
直到2003年发起宾夕法尼亚荒野倡议以促进该地区的自然旅游产业后，宾夕法尼亚荒野的概念才得到广泛使用。 